# Magyarország az 1932. évi téli olimpiai játékokon
Magyarország az egyesült államokbeli Lake Placidben megrendezett 1932. évi téli olimpiai játékok egyik részt vevő nemzete volt, 1 sportág, összesen 1 versenyszámában 2 férfi és 2 női, összesen 4 versenyző képviselte. A magyar atléták egy bronzérmet szereztek, amellyel a nem hivatalos éremtáblázaton Magyarország a tizedik helyen végzett. A bronzérmet a Rotter Emília–Szollás László-műkorcsolyapáros szerezte.
A magyar sportolók 1 sportágban összesen 7 olimpiai pontot szereztek. Ez hét ponttal több, mint az előző, St. Moritz-i olimpián elért eredmény. Ez volt az első téli olimpia, ahol Magyarország érmet nyert. A megnyitóünnepségen a magyar zászlót a műkorcsolyázó Szollás László vitte.

## Érmesek
| Érem  | Versenyző                    | Sportág     | Versenyszám |
| ----- | ---------------------------- | ----------- | ----------- |
| Bronz | Rotter Emília Szollás László | Műkorcsolya | Páros       |

## További magyar pontszerzők

### 4. helyezettek
| Név                          | Sportág     | Versenyszám |
| ---------------------------- | ----------- | ----------- |
| Orgonista Olga Szalay Sándor | Műkorcsolya | Páros       |

### 5. helyezettek
Ezen az olimpián a magyar csapat nem szerzett ötödik helyet.

### 6. helyezettek
Ezen az olimpián a magyar csapat nem szerzett hatodik helyet.

## Eredményesség sportáganként
Az alábbi táblázat összefoglalja a magyar versenyzők szereplését. A sportág neve mögött zárójelben lévő szám jelzi, hogy az adott szakág hány versenyszámában indult magyar sportoló.
Az egyes oszlopokban előforduló legmagasabb érték vagy értékek vastagítással kiemelve.

Az olimpiai pontok számát az alábbiak szerint lehet kiszámolni: 1. hely – 7 pont, 2. hely – 5 pont, 3. hely – 4 pont, 4. hely – 3 pont, 5. hely – 2 pont, 6. hely – 1 pont.
| Sportág         | Helyezések száma | Helyezések száma | Helyezések száma | Helyezések száma | Helyezések száma | Helyezések száma | Olimpiai pont | Indulók száma | Indulók száma | Indulók száma |
| Sportág         |                  |                  |                  | 4.               | 5.               | 6.               | Olimpiai pont | Férfi         | Nő            | Össz.         |
| Műkorcsolya (1) | 0                | 0                | 1                | 1                | 0                | 0                | 7             | 2             | 2             | 4             |
|                 |                  |                  |                  |                  |                  |                  |               |               |               |               |
| Összesen        | 0                | 0                | 1                | 1                | 0                | 0                | 7             | 2             | 2             | 4             |

## Műkorcsolya
| Versenyző                    | Versenyszám | Helyezési pontszámok bírónként | Helyezési pontszámok bírónként | Helyezési pontszámok bírónként | Helyezési pontszámok bírónként | Helyezési pontszámok bírónként | Helyezési pontszámok bírónként | Helyezési pontszámok bírónként | Több. hely. száma | Hely. össz. | Pont | Helyezés |
| Versenyző                    | Versenyszám | 1                              | 2                              | 3                              | 4                              | 5                              | 6                              | 7                              | Több. hely. száma | Hely. össz. | Pont | Helyezés |
| ---------------------------- | ----------- | ------------------------------ | ------------------------------ | ------------------------------ | ------------------------------ | ------------------------------ | ------------------------------ | ------------------------------ | ----------------- | ----------- | ---- | -------- |
| Rotter Emília Szollás László | Páros       | 1,0                            | 3,0                            | 3,0                            | 4,0                            | 3,0                            | 3,0                            | 3,0                            | 6×3+              | 20,0        | 76,4 |          |
| Orgonista Olga Szalay Sándor | Páros       | 2,5                            | 5,0                            | 1,5                            | 5,0                            | 5,0                            | 4,0                            | 5,0                            | 7×5+              | 28,0        | 72,2 | 4.       |